# Autoroute A79 (France)
Cet article concerne l'autoroute Montmarault – Digoin. Pour l'ancien projet, voir projet d'autoroute A79. Pour les autres significations, voir A79.
L'autoroute A79, ou A79, surnommée La Bourbonnaise, est une autoroute française reliant Montmarault (Allier) à Digoin (Saône-et-Loire). Longue de 92 km, elle fait partie de la route Centre-Europe Atlantique (RCEA), dont elle constitue le tronçon central, et de la route européenne 62. Elle est mise en service le 4 novembre 2022 et inaugurée le 14 novembre.
Traversant le département de l'Allier d'ouest en est, cette autoroute se substitue à la route nationale 79. Elle est concédée à APRR (sur les quatre premiers kilomètres de son tracé au départ de Montmarault) et ALIAE (Autoroute de liaison Atlantique Europe) sur le reste de son parcours.
Elle est la première autoroute de France à être équipée de péages en flux libre, basée sur une signalisation ad hoc, qui a suscité beaucoup de critiques de la part des usagers sur les délais de paiement.

## Historique

### Accélérer la mise à2 × 2 voiesde la RCEA
L'organisation d'un débat public relatif à l'accélération de la mise à 2 × 2 voies de la RCEA entre Montmarault d'une part, et Mâcon (par la RN 79) et Chalon-sur-Saône (par les RN 70 et 80) d'autre part, a été décidée par la commission nationale du débat public le 7 avril 2010, compte tenu de « l'intérêt national du projet », « l'impact du projet pour le développement économique du territoire » ou « les modifications du statut de l'infrastructure concernée ». La mise en concession de la RCEA aurait permis l'achèvement de la mise à 2 × 2 voies pour 2017 alors qu'un aménagement sur crédits publics aurait nécessité plusieurs décennies, mais avec la contrainte d'un péage pour la première option. Le débat public s'est tenu du 4 novembre 2010 au 4 février 2011 et a mobilisé des centaines de participants. Seul un tiers du linéaire était aménagé en 2 × 2 voies en 2020.
Le 24 juin 2011, la décision ministérielle consécutive à ce débat public est publiée et aboutit sur une mise en concession autoroutière.
À l'automne 2012, le ministre des Transports décide de confier une mission d'expertise au CGEDD. Le 11 juillet 2013, Frédéric Cuvillier se déplace sur la RCEA pour présenter les modalités de poursuite d'aménagement de la section de la RCEA entre l'A71 et Digoin. Le projet devait être composé de péages à système ouvert au Montet, à Montbeugny et à Molinet, conserver les échangeurs existants pour la desserte locale et augmenter le nombre d'aires de repos pour les poids-lourds en transit. Les travaux devaient se terminer en 2020 et coûter 361 millions d'euros.
La mise à 2 × 2 voies de la RCEA dans l'Allier répond à une question de sécurité routière, puisque le nombre d'accidents graves, essentiellement des collisions frontales avec des poids lourds, y était très important sur la route nationale 79.

### Enquêtes publiques
Le projet d'aménagement de la RCEA à 2 × 2 voies, inscrit au schéma directeur routier national de 1992 dans un objectif de désenclavement des régions traversées, était déclaré d'utilité publique dès 1995. Cette déclaration d'utilité publique conférait le classement de route express à la portion de la RCEA dans l'Allier assurée à l'époque par les routes nationales 145, 1079 et 79.

#### Concertation sur le projet
À la suite de la visite ministérielle du 11 juillet 2013, des réunions de concertation (comités de pilotage, ateliers techniques) se sont déroulées jusqu'en 2017. Le comité de pilotage, présidé par le préfet de la région Auvergne, était composé de services de l'État (préfecture, DREAL Auvergne, DIR Centre-Est, etc.), d'élus et de représentants du conseil régional d'Auvergne, du conseil général de l'Allier, des parlementaires et des intercommunalités concernées par le projet, des représentants économiques (dont les CCI de Moulins-Vichy et de Montluçon-Gannat), syndicaux et associatifs.
Des comités de pilotage se sont tenus le 24 septembre 2013 (configuration de quatre échangeurs — Montmarault, Le Montet, la RN 7 et celui de Montbeugny qui doit être créé avec la RD 53 —, éventuel adossement de la concession de la section comprise entre l'A71 à Montmarault et Le Montet, franchissement de la réserve naturelle du Val d'Allier, péage), le 20 décembre 2013 (observations des ateliers techniques des 16 octobre et 20 novembre sur les échangeurs, franchissement de l'Allier et système de péage) et le 12 janvier 2015 (périmètres du projet soumis à déclaration d'utilité publique et de la future concession).

#### Enquêtes publiques de 2016
Une enquête publique relative à la mise à 2 × 2 voies de la route nationale 79, par concession autoroutière, entre Montmarault et Digoin, s'est tenue du 25 avril au 17 juin 2016, sur les 23 communes concernées par le tracé.
Le 15 juillet 2016, la commission d'enquête a émis un avis favorable à ce projet, avec sept recommandations :
- respect du calendrier de réalisation, pour une mise en service prévue à la fin de l'année 2021 ;
- « mise en œuvre de protections acoustiques à l'égard des riverains », le maître d'ouvrage considérant l'aménagement à 2 × 2 voies comme une voie nouvelle ;
- proposition d'une « tarification innovante » par le futur concessionnaire ;
- aménagement combiné de la RCEA et de la RN 7 dans une « perspective d'aménagement du territoire et de désenclavement du département de l'Allier » ;
- maintien du label « Village étape » pour les communes de Montmarault et de Dompierre-sur-Besbre, possible après mise en concession à titre dérogatoire ;
- non-dégradation de l'économie locale par maintien des échangeurs existants ;
- mise en place de « mesures d'évitement, de réduction et de compensation des impacts du projet ».

Elle émet également un avis favorable pour la mise en compatibilité des documents d'urbanisme de six communes concernées par le tracé (Sazeret, Besson, Chemilly, Dompierre-sur-Besbre, Molinet et Digoin) et pour le classement de la partie bourbonnaise de la RCEA dans la catégorie des autoroutes.
La route franchissant la rivière Allier entre Chemilly et Toulon-sur-Allier passe dans le périmètre de la réserve naturelle nationale du val d'Allier ; une deuxième enquête publique spécifique est donc nécessaire. Le décret du 25 mars 1994 portant création de cette réserve naturelle interdisant des travaux majeurs « sauf pour des travaux d'entretien », cette enquête a pour objet la modification de l'article 12 pour autoriser les travaux « de terrassements, d'assainissement, de construction d'ouvrages et de chaussées ». Le commissaire-enquêteur a donné un avis favorable pour cette modification, assortie d'une recommandation pour l'État, de l'exemplarité des mesures de protection du site.

#### Déclaration d'utilité publique de 2017
Le projet est déclaré d'utilité publique par le décret no 2017-579 du 20 avril 2017. C'est ce décret qui, à l'issue des travaux, confèrera le statut autoroutier à cette portion de la RCEA qui deviendra l'A79. À la suite de cette déclaration, une procédure d'attribution du contrat de concession a été lancée.

#### Enquête parcellaire de 2019
Le projet de mise à 2 × 2 voies de la RCEA dans l'Allier est soumis à une enquête publique parcellaire, décidée par un arrêté préfectoral du 25 octobre 2019, et tenue du 25 novembre au 20 décembre 2019,.
Les parcelles privées et publiques concernées par les travaux sont déclarées cessibles pour cause d'utilité publique par la société concessionnaire par l'arrêté préfectoral du 19 janvier 2021.

#### Enquête complémentaire de 2020
Une enquête complémentaire relative à une demande d'autorisation environnementale concernant diverses autorisations (loi sur l'eau, réserve naturelle nationale du val d'Allier…) a été décidée par un arrêté préfectoral du 27 février 2020. Elle devait se tenir du 23 mars au 24 avril 2020 avec huit permanences organisées dans sept mairies, et le dossier consultable dans les mairies des vingt communes concernées par le tracé (en incluant Digoin, où la route est déjà aux normes autoroutières). Une visite de terrain par le maître d'ouvrage du projet devait être organisée le 16 mars, mais la pandémie de Covid-19, qui a abouti à un confinement généralisé de la population le lendemain, a contraint la commission d'enquête à annuler cette visite à titre préventif et la préfecture de l'Allier à modifier les dates de l'enquête. Le 25 mars 2020, soit le lendemain de l'entrée en vigueur de l'état d'urgence sanitaire, une ordonnance stoppait toutes les enquêtes publiques qui se seraient déroulées pendant la période de confinement, sauf exceptions dont faisait partie cette enquête complémentaire, justifiée par la préfecture par l'intérêt national du projet et l'urgence de sa réalisation du fait d'une forte accidentologie constatée. Un décret du 21 avril 2020 autorise la reprise de l'enquête publique pour ce projet et un arrêté préfectoral modificatif prolonge l'enquête publique jusqu'au 5 juin 2020.
En conséquence, l'enquête a été organisée de façon dématérialisée. Une réunion publique, programmée le 2 juin 2020, s'est ainsi tenue sur une plate-forme numérique spécifique, sans toutefois rencontrer de succès (« moins d'une quarantaine d'auditeurs ») en raison de la fracture numérique encore présente dans l'Allier, département rural, mais aussi du calendrier (ponts de mai) et des restrictions sanitaires (sortie de confinement).
Le dossier prévoit plusieurs modifications par rapport à la déclaration d'utilité publique, telles que la construction d'un viaduc neuf sur la rivière Allier, la modification du système de péage (remplacé par un péage en flux libre) ou le déplacement de l'échangeur avec la route nationale 7 compte tenu de la décision de créer une aire de service à Toulon-sur-Allier.

### Choix du concessionnaire
Le 21 août 2015, un avenant au contrat de concession de la société APRR est approuvé par le décret no 2015-1044 pour réaliser la reconfiguration de l'échangeur de Montmarault entre l'A71 et la RN 79 et son élargissement à 2 × 2 voies sur 2,5 km. Le transfert de gestion s'est effectué le 27 mars 2018.
Le 13 juin 2019, deux ans après que le projet a été déclaré d'utilité publique, le gouvernement annonce le nom du concessionnaire autoroutier pressenti unique pour réaliser l'autoroute A79. Il s'agit du groupement Eiffage SA – APRR. Ce choix répond à une logique territoriale car APRR est la seule société concessionnaire d'autoroutes présente dans le département de l'Allier et elle gère déjà l'autoroute A71.
Le contrat de concession de l'A79 est approuvé par le décret no 2020-252 du 12 mars 2020 (Journal officiel du 15). Ce contrat, d'une durée de 48 ans, porte sur « financement, la conception, l'aménagement, l'élargissement, la mise au standard autoroutier ainsi que l'exploitation, l'entretien et la maintenance » des 89 km de la route nationale 79.

### Choix des tracés et aménagements
L'aménagement et ses diffuseurs ont été présentés lors du premier comité de pilotage qui s'est tenu le 24 septembre 2013.

#### Aménagement des échangeurs
Le maître d'ouvrage souhaite conserver tous les échangeurs existants lors de la transformation de la RCEA en autoroute, avec quelques modifications :
- pour l'échangeur de Montmarault : répondant à une double fonction (sortie de la RCEA vers le giratoire existant et accès direct à l'A71), il a nécessité quatre variantes pour pouvoir mettre en œuvre un échangeur complexe[EP16r 1] ;
- l'échangeur de Toulon-sur-Allier est déplacé, conséquence de l'aménagement d'une aire de services[EP20r 6] ;
- pour l'échangeur de Montbeugny : le maire, Guy Charmetant, s'oppose à ce que les poids lourds puissent traverser le village de Montbeugny afin de rejoindre Moulins, au lieu de faire le détour par l'échangeur de Toulon-sur-Allier. À la suite du débat public de 2010-2011, le maire a souhaité que l'échangeur soit déplacé vers la route de Moulins à Chapeau[30] (la RD 53). À l'issue de l'enquête publique de 2016, il n'était pas envisagé dans un premier temps de supprimer l'échangeur débouchant sur la RD 12 dans le sens Mâcon → Montluçon, et sur la RD 161 dans le sens Montluçon → Mâcon. La création d'un nouvel échangeur débouchant sur la RD 53 a été préférée à la création d'une route parallèle ou d'une déviation courte de Montbeugny[EP16r 1], cette dernière option pouvant engendrer des nuisances sonores supplémentaires pour les résidents du lotissement des Bruyères à proximité[31]. La suppression des échangeurs de Montbeugny existant avant la mise en concession effective aurait des impacts sur deux entreprises[EP16r 1], en empruntant des routes inadaptées aux poids-lourds[EP16r 2] ;
- le quart-échangeur de Thiel-sur-Acolin est maintenu[EP16r 1] ;
- l'idée d'un échangeur à Pierrefitte-sur-Loire a également été évoquée dans l'enquête publique de 2016. Initialement prévu lors de la construction de la voie express entre Dompierre-sur-Besbre et Paray-le-Monial et soutenu par cinq mairies[Note 1], la commission d'enquête a estimé qu'il n'avait pas lieu d'être créé, la desserte de cette commune pouvant se faire aussi bien depuis Dompierre-sur-Besbre que depuis Molinet[EP16r 1].

#### Aménagement des aires
Le premier comité de pilotage de 2013 indiquait, lors de la présentation du projet, la création de quatre aires : une aire de service à Cressanges, ainsi que trois aires à Thiel-sur-Acolin, à Dompierre-sur-Besbre et à Pierrefitte-sur-Loire. Une autre aire était prévue également à Molinet. Néanmoins, le centre routier de Toulon-sur-Allier, géré par la communauté d'agglomération de Moulins, n'a pas été inclus dans la concession.
Le projet d'une aire de service à Cressanges a reçu une forte opposition des participants à l'enquête publique de 2016. Certaines collectivités, dont la communauté d'agglomération de Moulins, souhaitaient voir l'aire de service déplacée à Toulon-sur-Allier. Ce déplacement est confirmé à l'issue de l'enquête publique de 2020.

#### Aménagement des péages
Le premier projet prévoyait un système de péage ouvert, tel que présenté lors de l'atelier technique du 20 novembre 2013, :
- une barrière pleine voie au Montet, qui contrôlerait le parcours entre la voie communale du Grand Champ (à Sazeret) jusqu'à Chemilly, les liaisons entre Cressanges et Toulon-sur-Allier étant libres de péage[EP16r 3]. Le comité de pilotage du 24 septembre 2013 écartait la possibilité de déplacer le péage à l'ouest du Montet, car il aurait engendré une « perte de recettes du fait du report du trafic sur les routes départementales[7] » malgré l'attachement des participants au comité de pilotage[8] ;
- une barrière pleine voie à Montbeugny, qui contrôlerait le parcours entre Chemilly et Dompierre-sur-Besbre (échangeur Nord)[EP16r 3] ;
- une barrière pleine voie à Molinet, qui contrôlerait le parcours entre Dompierre-Nord et Digoin[EP16r 3].

Le système prévu a été modifié avec le décret de concession du 12 mars 2020, qui prévoit désormais un péage de type « flux libre » réduisant l'impact environnemental. La barrière de péage pleine voie est déplacée à Deux-Chaises.

#### Aménagement des ouvrages d'art
Le comité de pilotage du 20 décembre 2013 mentionne les modalités d'aménagement du pont sur l'Allier que doit franchir la RCEA. L'ouvrage devrait être au gabarit 2 × 2 voies et plus long que l'ouvrage précédent (400 m contre 220), présentant des avantages écologiques dont un meilleur écoulement de la rivière. Cet aménagement est confirmé à l'issue de l'enquête publique de 2020 ; le franchissement du Rio de Bessay devra aussi s'effectuer par un ouvrage neuf.

### Travaux
Les travaux ont démarré en juillet 2020.[réf. souhaitée]

### Ouverture progressive de tronçons

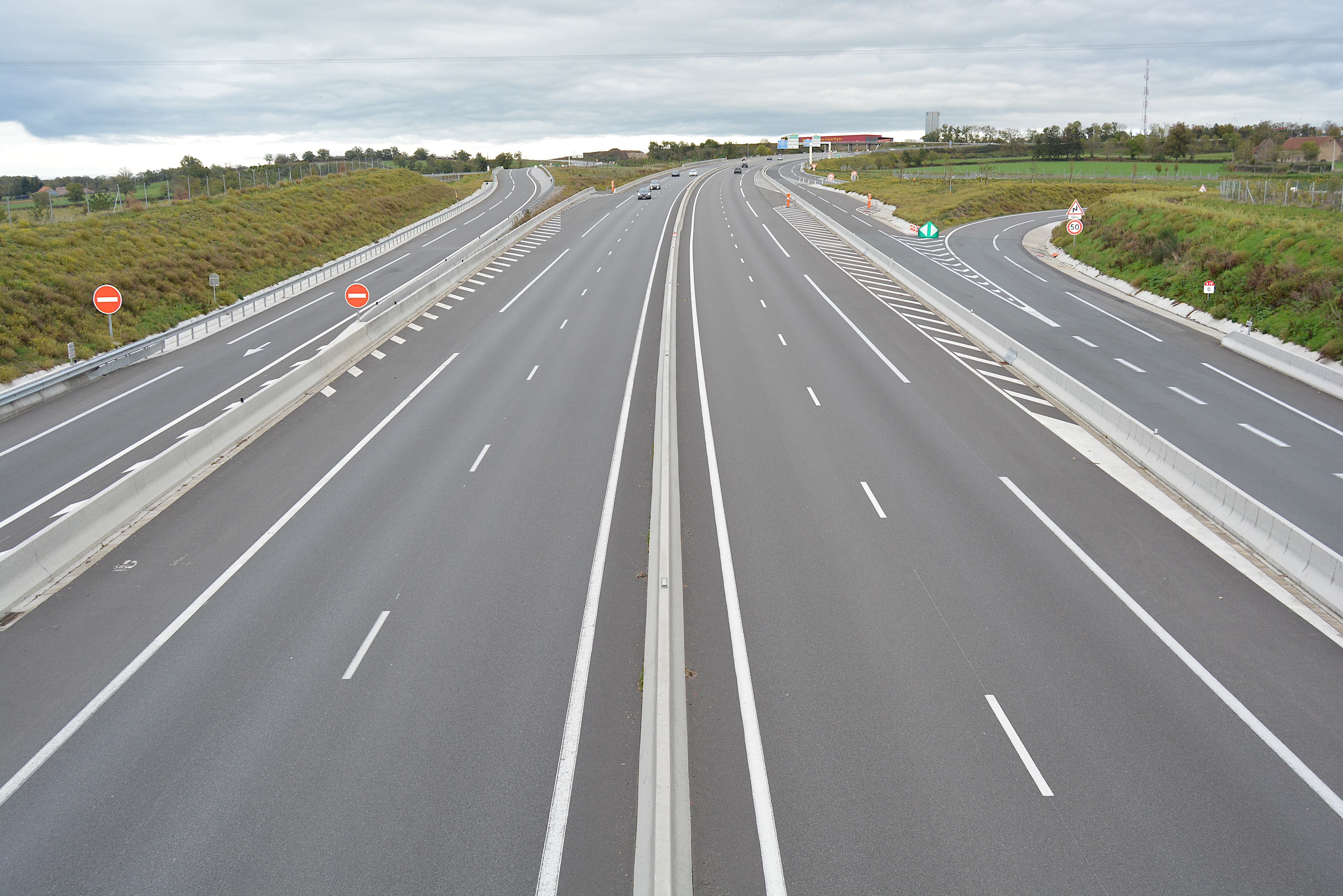
L'autoroute A71 en direction de Clermont-Ferrand (au centre) et les bretelles marquant le début de l'A79 (bifurcation à droite, jonction à gauche).

La pandémie de Covid-19 ayant affecté l'économie française, le chantier de la bretelle A71-A79 (sous concession APRR) a été interrompu lors du premier confinement.
Le 5 août 2021, l'échangeur entre les autoroutes A71 et A79 est inauguré, en présence de plusieurs personnalités politiques, du préfet de l'Allier et d'un responsable de la société d'autoroutes APRR. L'ouverture de cette liaison (ainsi que les quatre premiers kilomètres de l'A79) permet une liaison directe entre ces deux autoroutes. Une barrière de péage provisoire a été installée quelques kilomètres après l'échangeur.
Le 30 juin 2022, trente kilomètres de l'autoroute sont mis en service entre Montmarault et Chemilly.
La mise en service complète de l'A79 a lieu le 4 novembre 2022.
L'autoroute a été inaugurée le 14 novembre 2022 à Toulon-sur-Allier, en présence de Clément Beaune, ministre des Transports, de Benoît de Ruffray, directeur général d'Eiffage et de plusieurs élus locaux, et porte officiellement le nom de « La Bourbonnaise ».

## Caractéristiques

### Principales caractéristiques
L'autoroute est aménagée à deux voies de circulation par sens sur l'intégralité de son parcours. Avant les travaux, au moment de l'enquête complémentaire de 2020, seul un tiers du linéaire était déjà aménagé à 2 × 2 voies.
Elle comprend douze échangeurs, dont trois ont été modifiés par rapport à la configuration existant à l'époque de la RN 79 (Deux-Chaises, la route nationale 7 et à Montbeugny), ainsi que quatre aires (dont une aire de service).
Quatre ouvrages d'art « non courants », d'une travée supérieure à 40 m, sont construits : un pont sur l'Allier, un autre sur le Rio de Bessay, un troisième sur la Besbre et un quatrième sur la ligne de Moulins à Mâcon. En outre, 58 ouvrages d'art « courants » sont construits, 69 autres sont modifiés et seize sont déconstruits.
La vitesse est limitée à 130 km/h sur la quasi-intégralité de son parcours, à l'exception d'une section entre Deux-Chaises et Le Montet où la limite est fixée à 110 km/h.
Le système de péage est remplacé par une signalisation nouvelle. De fait cette signalisation nouvelle, autorisée par un arrêté, permet au concessionnaire de pénaliser un usager pour retard de paiement s'il n'a pas remarqué la présence d'un panneau qui n'appartient pas au code de la route,.

### Exploitation
L'autoroute A79 est exploitée par deux sociétés concessionnaires d'autoroutes.

#### De Montmarault à Sazeret: APRR
La portion comprise entre l'échangeur de l'autoroute A71 et les quatre premiers kilomètres de la route nationale 79, comprise entre le giratoire d'entrée à Montmarault et le passage supérieur de la voie communale du Grand Champ (tympan est), situé sur le territoire communal de Sazeret, est concédée à la société Autoroutes Paris-Rhin-Rhône par un décret du 21 août 2015, dans le cadre du plan de relance autoroutier. La section de la RN 79, auparavant gérée par la Direction interdépartementale des Routes Centre-Est, est concédée à APRR depuis le 27 mars 2018.

#### De Sazeret à Digoin: ALIAE (Autoroute de liaison Atlantique Europe)
La société concessionnaire ALIAE (pour Autoroute de liaison Atlantique Europe) a été créée à la suite du choix du concessionnaire pressenti unique pour l'exploitation de l'autoroute sur la portion comprise entre Sazeret et Digoin (soit 89 kilomètres), le 13 juin 2019. ALIAE est le concessionnaire de l'autoroute pour une durée de 48 ans à compter de la publication du décret (2020), soit jusqu'en 2068.

### Péage

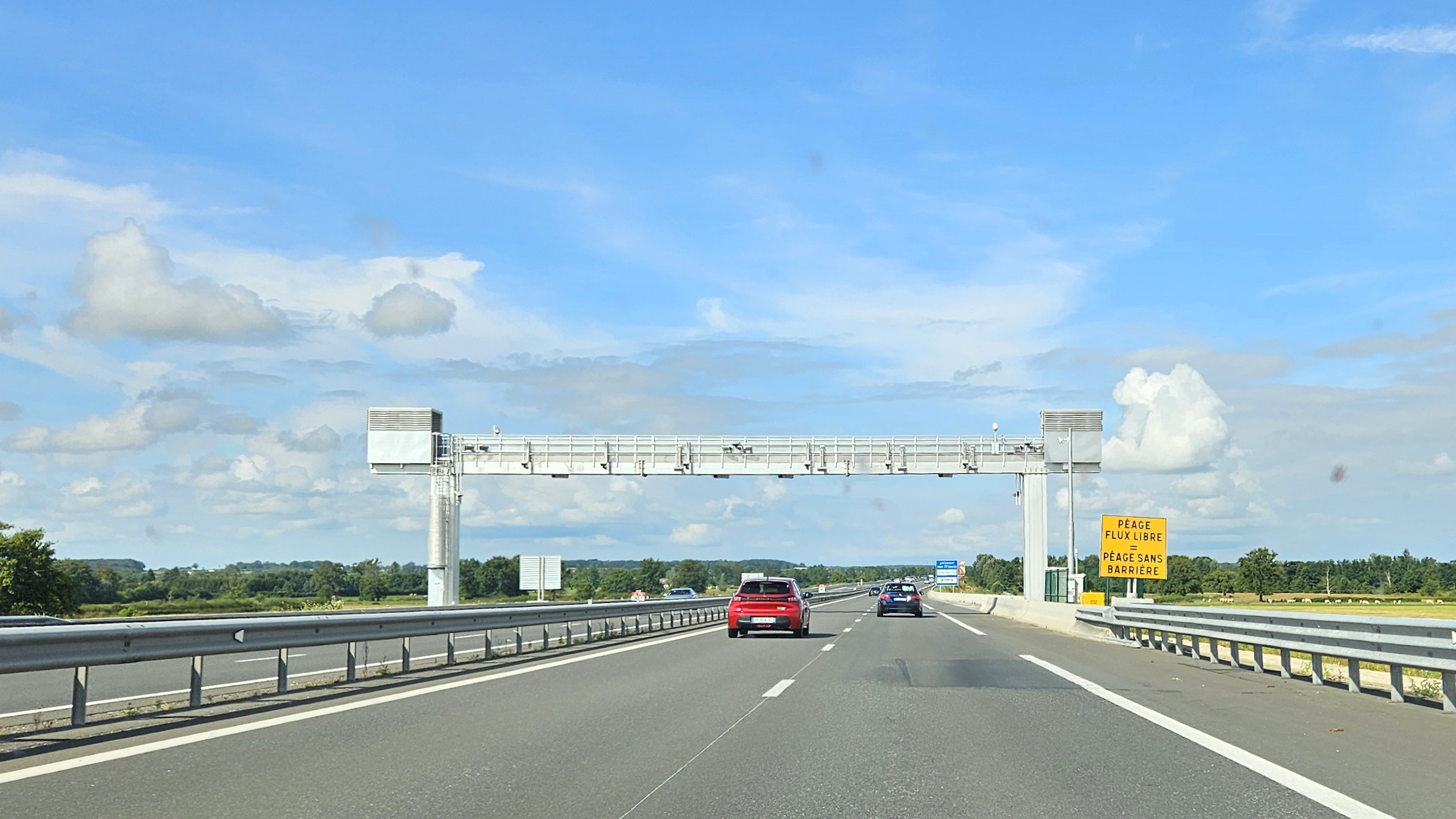
Portique de péage en flux entre les échangeurs 23 et 24.

C'est sur l'A79 qu'est instauré, pour la première fois en France, un système de péage en flux libre. Ce système permet à l'usager de passer les portiques de péage sans avoir à ralentir.
L'implantation de portiques de péage en flux libre présente plusieurs avantages environnementaux selon ALIAE, et permet, toujours selon ALIAE, une réduction des émissions de dioxyde de carbone et de l'artificialisation des sols.
Les sections comprises entre la barrière de péage pleine voie de Deux-Chaises et de Cressanges (échangeur 32), de Toulon-sur-Allier (échangeur 30) à Dompierre-sur-Besbre-Ouest (échangeur 27) et de Dompierre-sur-Besbre-Est (échangeur 25) à Digoin (échangeur 23) sont concernées par le péage en flux libre. La liaison entre Cressanges et Toulon-sur-Allier et le contournement de Dompierre-sur-Besbre peuvent être empruntés gratuitement.

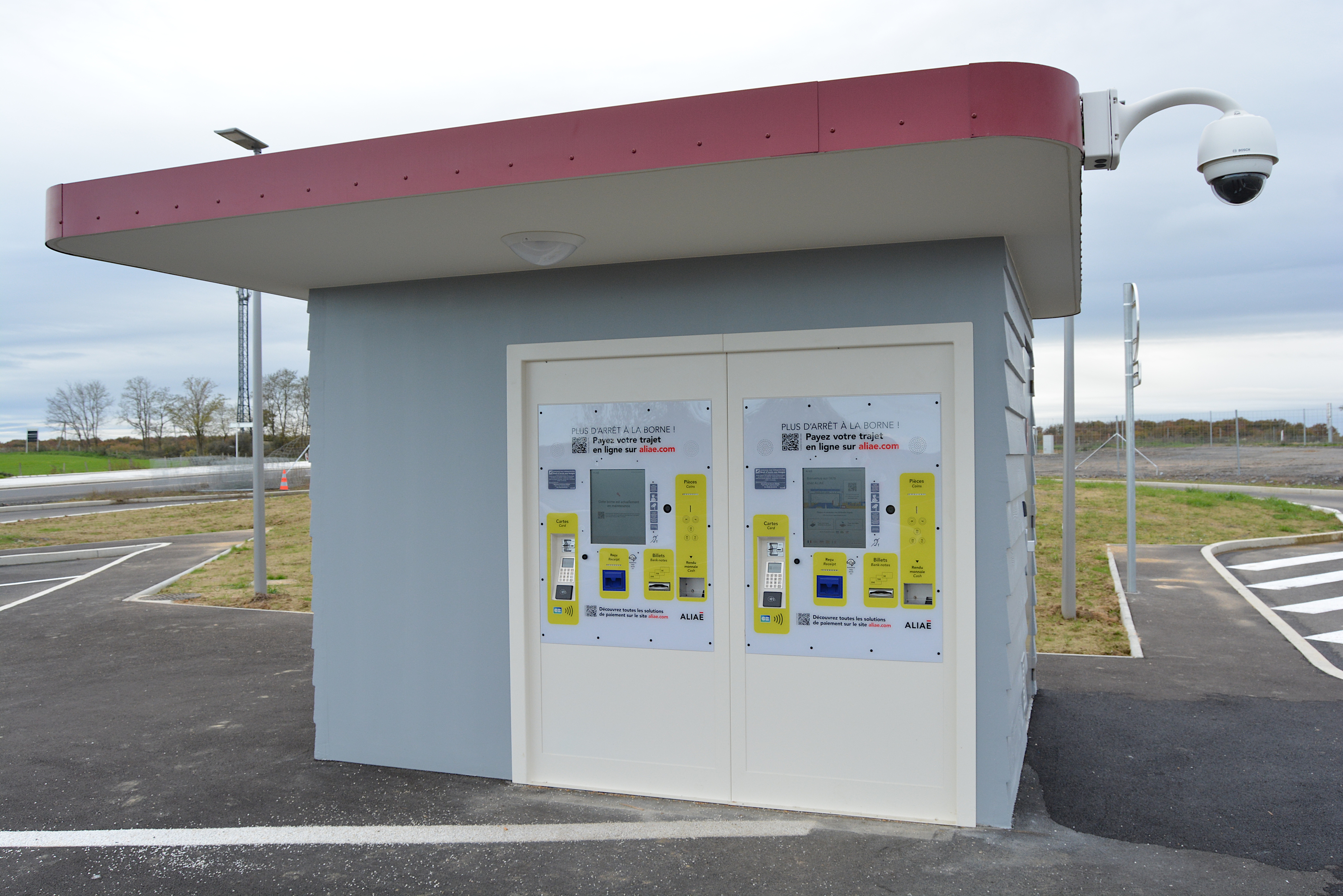
Bornes de paiement du péage en flux libre de Molinet.

L'usager dispose de plusieurs moyens pour régler le péage : soit par abonnement (badge de télépéage fixé dans le véhicule ou saisie de sa plaque d'immatriculation avec prélèvement mensuel), ou bien en réglant le péage sur le site Internet du concessionnaire ou sur les seize bornes de péage implantées à certaines sorties et aires de l'autoroute.
Un arrêté du 22 juillet 2022 autorise au concessionnaire une expérimentation de signalisation routière pour le système de péage à flux libre pour une durée de trois ans. Ces dispositifs dérogent aux instructions habituelles. La signalisation comprend :
- une variante du panneau D47a annonçant « l'entrée dans une section autoroutière à péage en flux-libre, dans la distance indiquée, afin de permettre à l'usager ne désirant pas s'engager sur cette section de changer de direction à la prochaine intersection » ; les panneaux portant la mention « section à péage en flux libre », suivie d'une indication de distance, sont implantés en amont de l'échangeur de Digoin en direction de Montluçon, en amont du péage de Deux-Chaises en direction de Mâcon, et à la fin des secteurs gratuits ;
- un panneau B29 « Péage » et son panonceau M9z « flux libre » imposant à l'automobiliste de payer le péage, ainsi que la sortie de la section assurée par un panneau B49 ;
- « l'indication des modalités de paiement dont il dispose » ;
- « l'indication du délai dont il dispose pour régler son trajet » ;
- « l'indication du jalonnement vers les bornes de paiement » ;
- « l'indication des lieux de mise à disposition des bornes de paiement » ;
- ainsi que des panneaux de signalisation temporaire de type KC1 rappelant que « le péage en flux libre est un péage sans barrière » et que les « usagers souhaitant payer le péage au moyen de l'abonnement de télépéage […] doivent fixer leur badge dans leur véhicule afin qu'il puisse être détecté ».

Ce système suscite la grogne des automobilistes du fait de son manque d'information et sa complexité,.

## Tracé

### Sorties
Par continuité avec la numérotation des sorties de la route nationale 79, les sorties sont numérotées à partir de « 23 » (échangeur de Digoin) et non de « 1 ».
Dans cet article, les noms des sorties et les routes y débouchant proviennent de l'article 3.4 du décret de concession de 2020 (à l'exception de l'échangeur de Montbeugny qui a été déplacé depuis) et de l'arrêté du 22 juillet 2022.

#### De Montmarault à Sazeret
Section concédée à APRR et payante.
- Échangeur entre A71 et A79 à 0 km : Montluçon, Paris, Clermont-Ferrand +  11 Montmarault (sortie de l'A71) : Montmarault, Commentry, Saint-Pourçain-sur-Sioule, Saint-Éloy-les-Mines

#### De Sazeret à Digoin

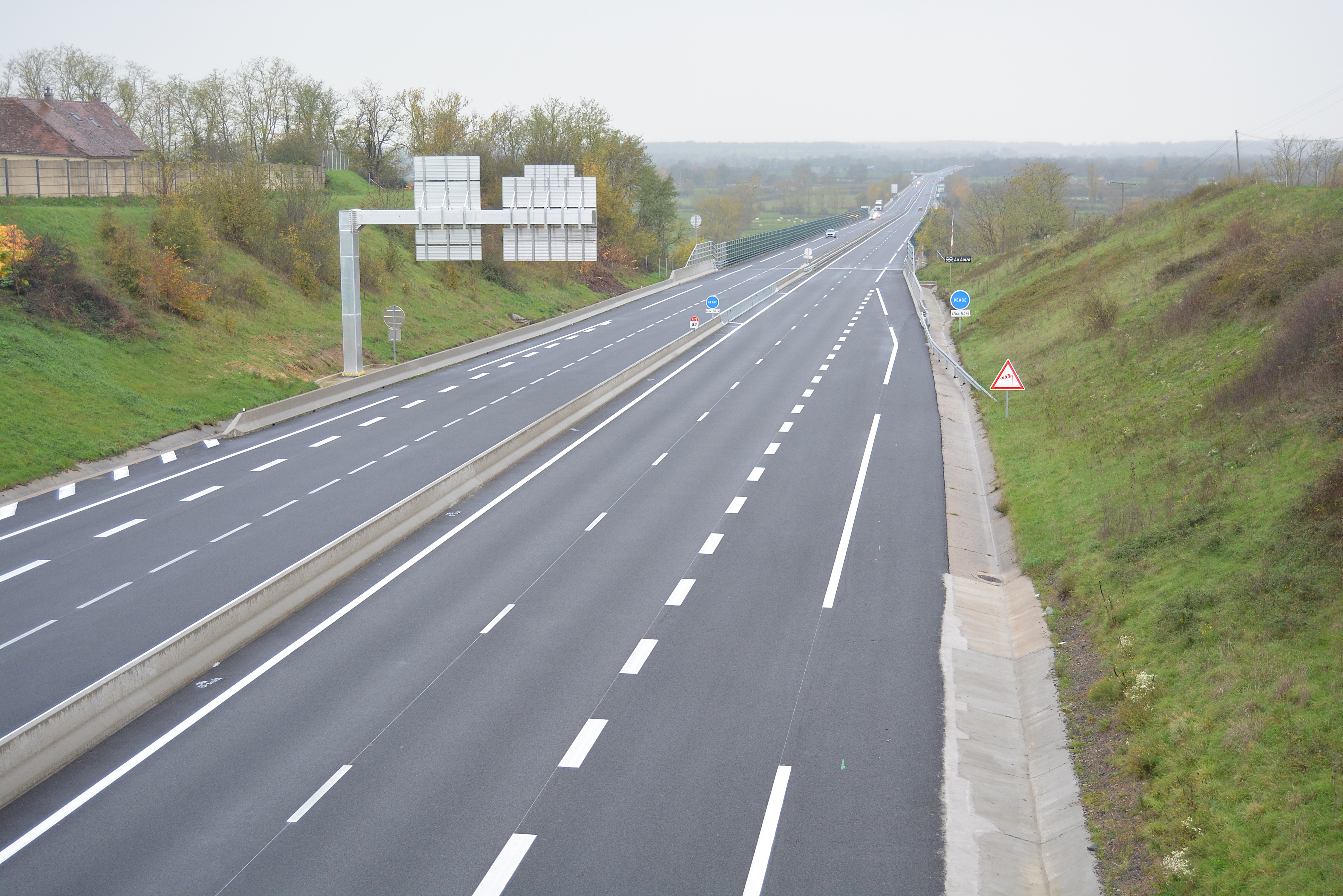
Début de l'autoroute à Digoin (au second plan, le viaduc de Digoin franchissant la Loire) en direction de Montluçon. Le viaduc marque la frontière entre la Saône-et-Loire (région Bourgogne-Franche-Comté) et l'Allier (région Auvergne-Rhône-Alpes).

Section concédée à ALIAE, payante et en flux libre (sauf entre Cressanges et Toulon-sur-Allier et contournement de Dompierre-sur-Besbre).
- Péage de Deux-Chaises à 7,5 km : transition système fermé / flux libre
- 34 Deux-Chaises (RD 297) à 8,1 km : Deux-Chaises
- 33 Le Montet (RD 945) à 11,2 km : Le Montet, Tronget, Buxières-les-Mines, Bourbon-l'Archambault
- 32 Cressanges (RD 18) à 21,5 km : Cressanges, Noyant-d'Allier +  Aire de repos de Cressanges (dans les deux sens)
- 31 Chemilly (RD 2009) à 34,5 km : Chemilly, Saint-Pourçain-sur-Sioule, Moulins - La Madeleine
  - Ouvrage d'art :  Franchissement de l'Allier
  - Ouvrage d'art :  Franchissement du Rio de Bessay
- Échangeur entre A79 et RN 7 à 38 km : Nevers, Moulins - centre, Yzeure
- 30 Toulon-sur-Allier (RN 7) à 38,8 km : Toulon-sur-Allier, Bessay-sur-Allier, Vichy, Roanne +  Aire de service du Bourbonnais (dans les deux sens)
- Péage de Montbeugny à flux libre, à 46 km
- 29 Montbeugny (RD 53) à 46,4 km : Montbeugny, Chapeau
- 28 Thiel-sur-Acolin (RD 12) à 51,6 km : Thiel-sur-Acolin, Parc Le Pal (quart-échangeur depuis Montmarault)
- 27 Dompierre - ouest (RD 779) à 62 km : Chevagnes, Parc Le Pal
- 26 Dompierre - nord (RD 55) à 65,3 km : Dompierre-sur-Besbre, Beaulon, Usine Stellantis de Sept-Fons
  - Ouvrage d'art :  Franchissement de la Besbre
- 25 Dompierre - est (RD 779) à 67,6 km : Jaligny-sur-Besbre, Dompierre-sur-Besbre, Bourbon-Lancy
  -  Aire de repos de Pierrefitte-sur-Loire (dans les deux sens) à 73 km
- Péage de Molinet à flux libre, à 84,3 km
- 24 Molinet (RD 994) à 85,2 km : Molinet, Digoin, Le Donjon, Lapalisse, Vichy
  - Ouvrage d'art :  Franchissement du canal de Roanne à Digoin
  - Ouvrage d'art :  Franchissement de la Loire
- 23 Digoin (RD 982) à 92,3 km : Digoin, Gueugnon, Roanne
  -   L'autoroute A79 devient la Route nationale N79.

### Aires
L'autoroute comprend une aire de service à Toulon-sur-Allier, deux haltes à Deux-Chaises et quatre aires de repos.

#### Aire de Cressanges
L'aire de Cressanges est accessible depuis la sortie 32, à la sortie sud du bourg du même nom. Mise en service le 1er juillet 2019 avec une capacité de 35 places pour les poids-lourds et de 17 places pour les véhicules, elle est réaménagée dans le cadre des travaux de l'autoroute.

#### Aire du Bourbonnais
L'aire du Bourbonnais est accessible par l'échangeur 30, débouchant sur la route nationale 7 par un carrefour giratoire.
L'aire est située au sud de la commune de Toulon-sur-Allier, sur le site de la ferme de Sannes. Il comprend un bâtiment du XIXe siècle de 400 m2, réhabilité en conservant l'aspect patrimonial du seul bâtiment maintenu — où la façade a été retravaillée — et les ouvertures en forme d'arche avec trois couleurs différentes pour les trois espaces (jaune pour la vente à emporter, terracotta pour la restauration et bleu canard pour la boutique). Ce bâtiment inclut une extension de 350 m2 ; l'objectif étant, selon ALIAE, « proposer une offre différente, disruptive, […] de couper avec le monde de l'autoroute et […] de faire oublier la route de la mort ».
Installé sur le site de la ferme de Sannes, à la sortie sud de la commune de Toulon-sur-Allier, le bâtiment de 400 m2, daté du XIXe siècle, est complété par une extension de 350 m2 qui abrite un point d'information, des commerces, un accès Wi-Fi et une boutique de produits locaux. L'investissement représente un montant de 4 millions d'euros. L'aire de service ouvre le même jour que l'autoroute, soit le 4 novembre 2022 et comprend :
- le restaurant L'Échoppe de Gustave, proposant des produits locaux — choisis avec l'agence d'attractivité de l'Allier[44] — tels que le pâté bourbonnais, la moutarde de Charroux, les pastilles de Vichy[45] ou les vins de Saint-Pourçain[44] ;
- deux stations-service à l'enseigne Fulli, une pour les véhicules de tourisme distribuant les carburants traditionnels (essence sans-plomb 98 et 95-E10, superéthanol E85 et gazole) et une pour les poids lourds ;
- dix-sept bornes de charge électrique (douze Tesla et cinq Ionity) ;
- deux parkings d'une capacité de 211 places, dont 69 pour le covoiturage[44] ;
- pour les poids lourds : des parkings totalisant 148 places ainsi que des places de stationnement pour les camions frigorifiques[44].

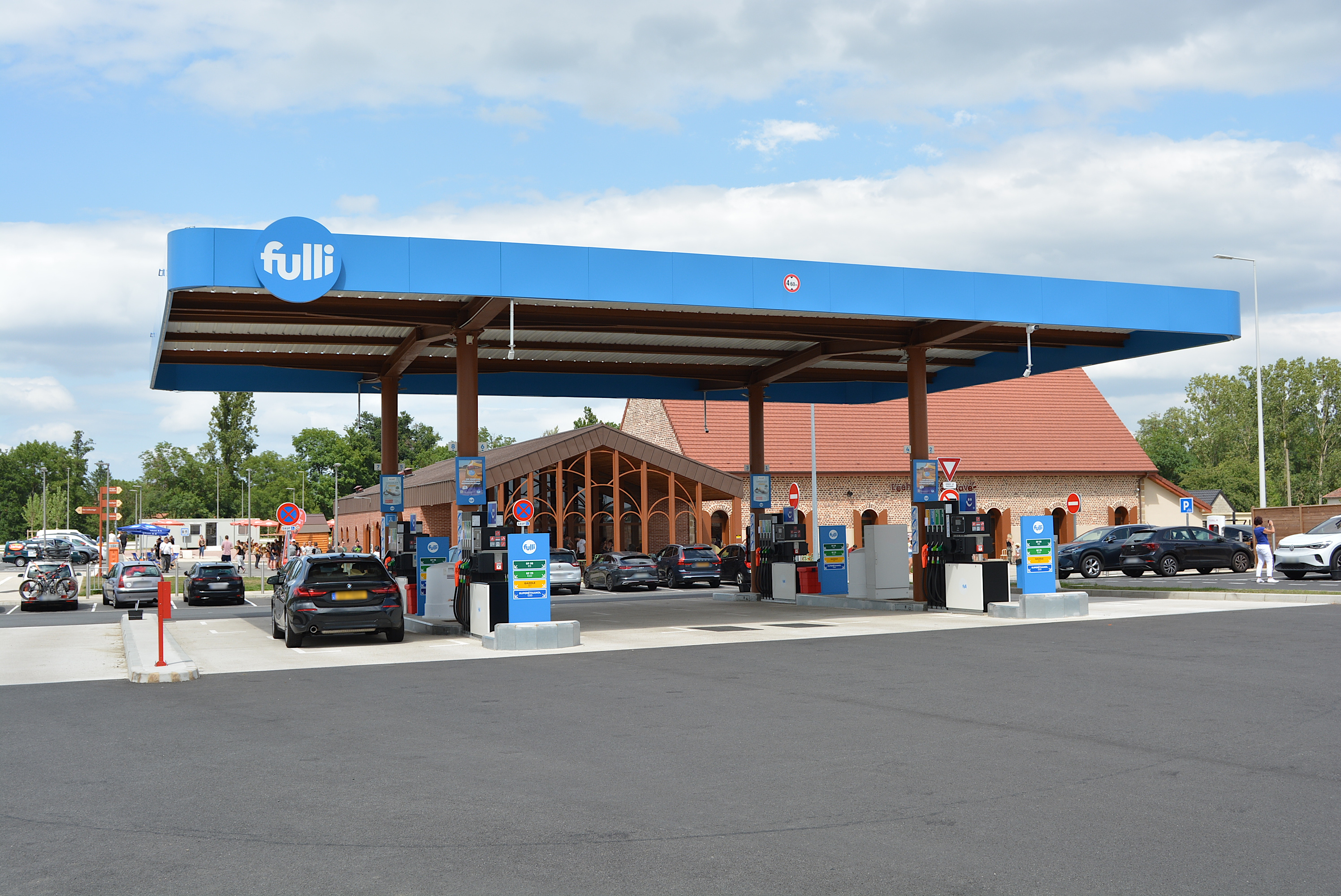
Station-service Fulli.
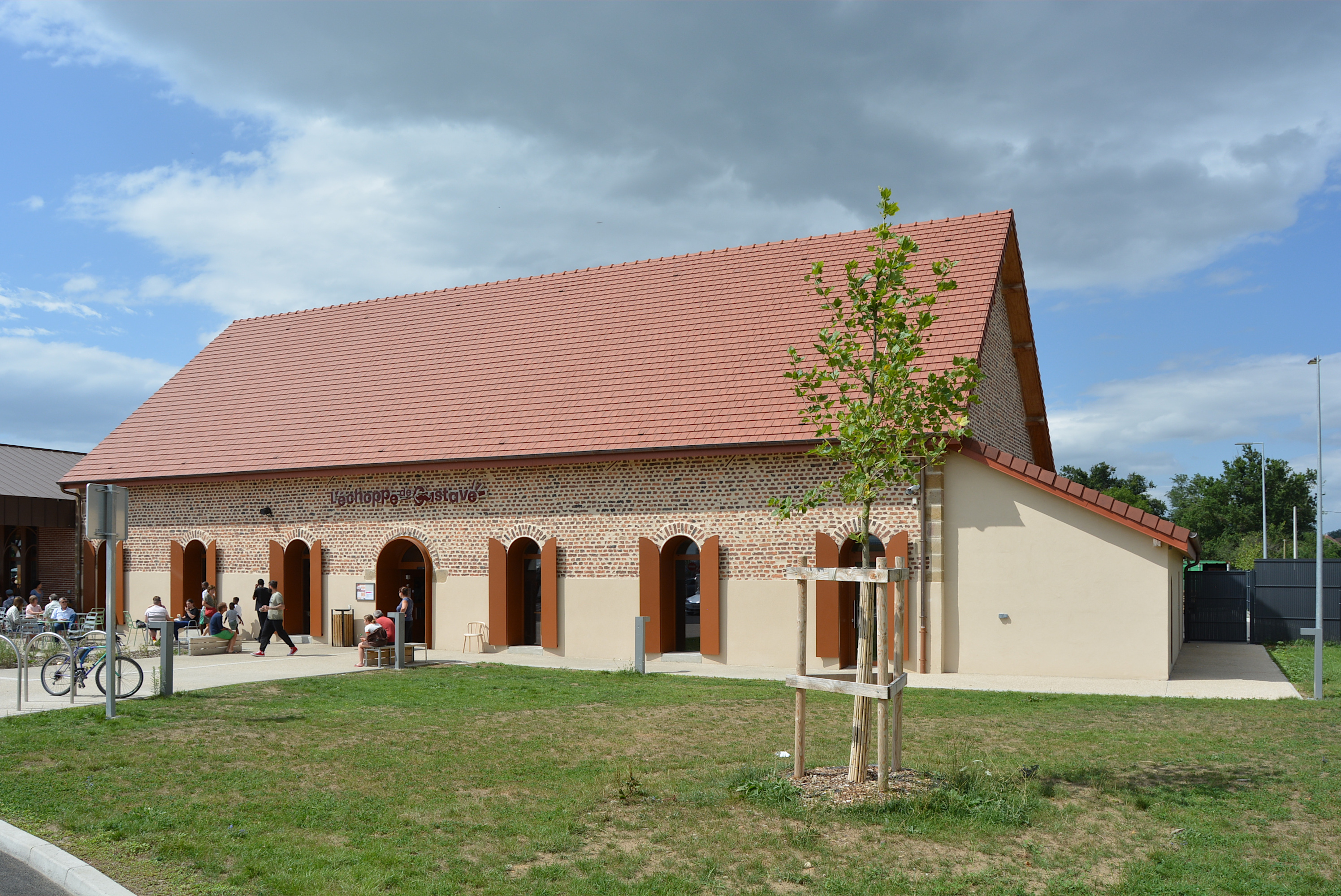
Restaurant L'Échoppe de Gustave.
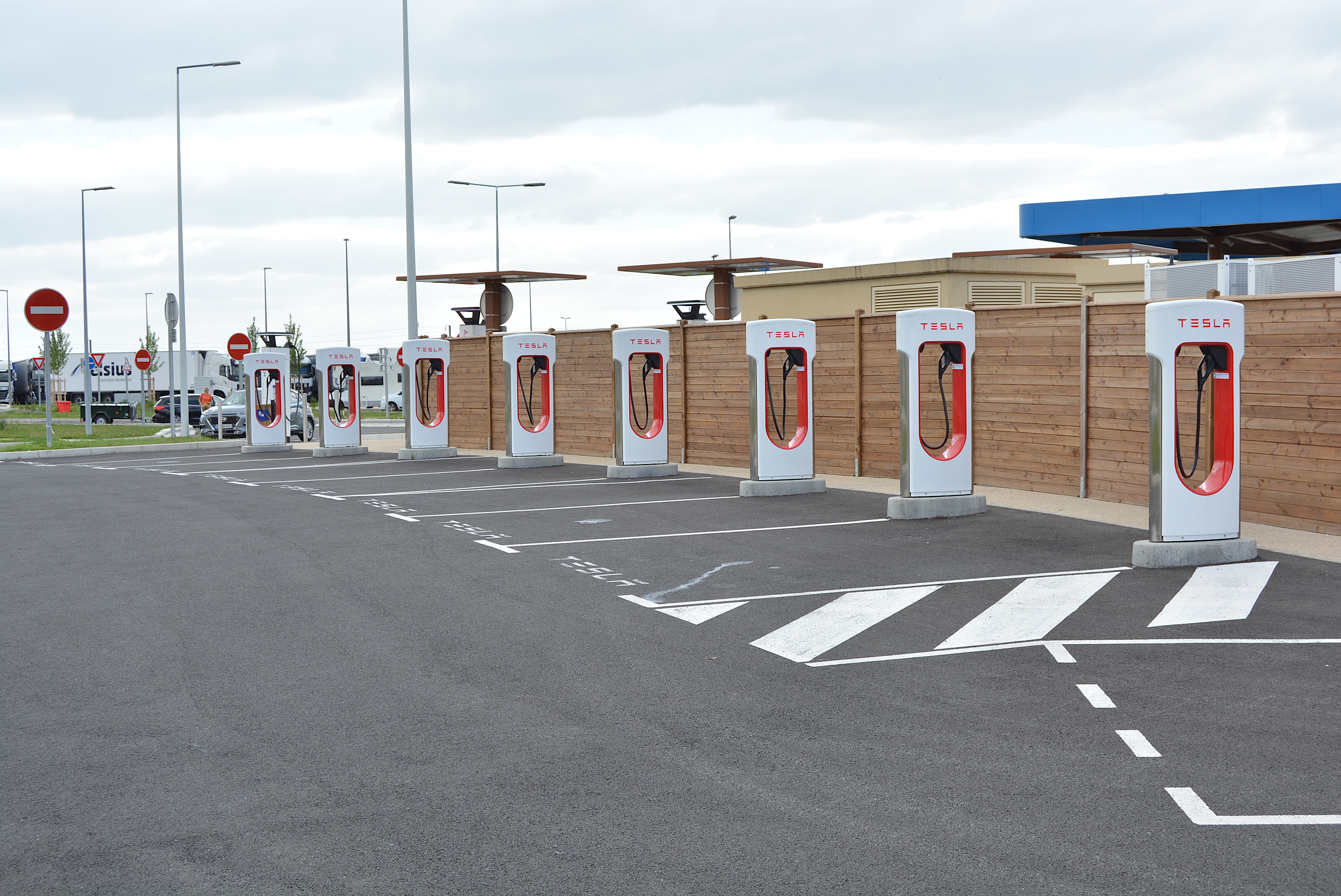
Bornes de charge rapide Tesla.

Le chantier de l'autoroute, tout comme le recrutement pour l'aire de service, fait appel à des salariés en insertion à raison de seize équivalents temps plein (ETP) et cinq pour la restauration.
Ce concept d'aire de service, testé par la société mère Eiffage, a vocation à être déployé sur d'autres aires des réseaux APRR et AREA.

### Ouvrages d'art

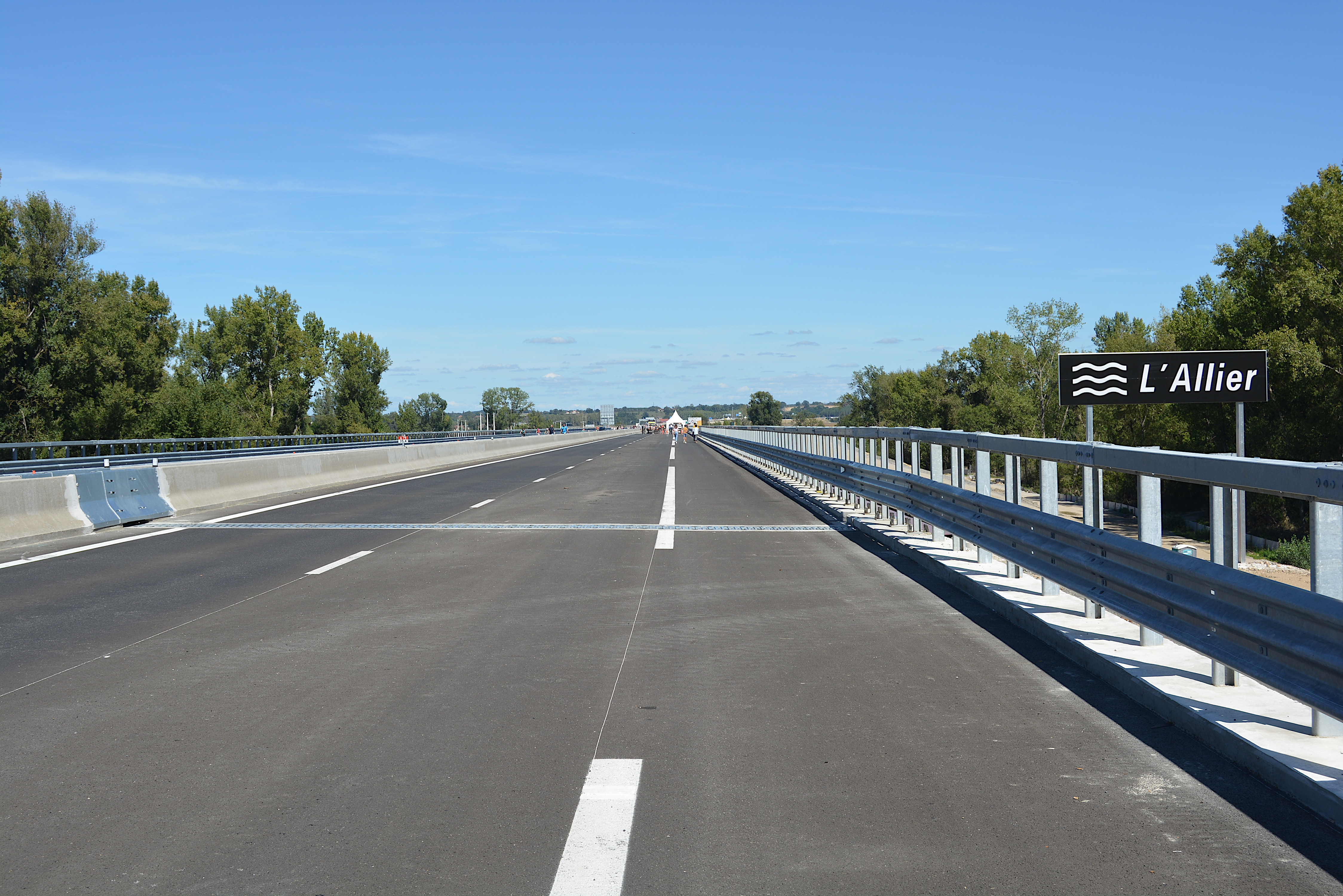
Franchissement de l'Allier en direction de Mâcon.

- Pont sur l'Allier, au point kilométrique 35,4, longueur 416 m, deux fois plus long que l'ancien pont pour permettre un meilleur écoulement de la rivière en pleine traversée de la réserve naturelle du Val d'Allier[49]. L'ancien pont est déconstruit début 2023[50].
- Pont sur le Rio de Bessay[49].
- Pont sur le canal de Roanne à Digoin, à Chassenard.
- Viaduc de Digoin franchissant la Loire.

## Sites remarquables
- Pont-canal de Digoin (sortie no 23).
- Canal latéral à la Loire (sorties no 23, no 24, no 25 et no 26).
- Ancien volcan Puy Saint-Ambroise (sorties no 27 et no 29).
- Le Pal (sorties no 27 et no 28).
- Ville de Moulins (sortie par N7).
- Château de Fourchaud (sorties no 31 et no 32).
- Ville de Souvigny (sortie no 32).